# Lena Moebus
Lena Moebus (ur. 29 października 1988 w Hamburgu) – niemiecka wioślarka.

## Osiągnięcia
- Mistrzostwa Świata U-23 – Glasgow 2007 – dwójka podwójna – 2. miejsce[1].
- Mistrzostwa Europy – Poznań 2007 – czwórka podwójna – 3. miejsce[1].
- Mistrzostwa Europy – Ateny 2008 – czwórka podwójna  – 4. miejsce[1].
- Mistrzostwa Świata U-23 – Račice 2009 – dwójka podwójna – 7. miejsce[1].